# Douglas Baird
Sir Harry Beauchamp Douglas Baird, KCB, CMG, CSI, DSO (* 4. April 1877; † 2. Juli 1963) war ein britischer General, der zuletzt zwischen 1936 und 1940 Oberkommandierender (General Officer Commanding in Chief) des Ostkommandos der Streitkräfte in Indien war.

## Leben
Baird begann nach dem Schulbesuch 1897 eine Offiziersausbildung und wurde nach deren Abschluss Offizier des 12th Regiment of Bengal Cavalry der Streitkräfte in Britisch-Indien (Indian Army). Mit verschiedenen vorübergehenden Dienstgraden (Temporary Rank) oder in einem Brevet-Rang war er im Ersten Weltkrieg zunächst zwischen dem 6. Oktober 1915 und dem 22. Juni 1916 Kompaniechef der in Frankreich eingesetzten 1. Kompanie des 8. Bataillons der Argyll and Sutherland Highlanders (Princess Louise’s). Danach war er vom 23. Juni bis zum 3. September 1916 Generalstabsoffizier 2 (G 2) der 51. Infanteriedivision (51st (Highland) Division) sowie vom 4. September bis zum 30. November 1916 G 2 des ebenfalls in Frankreich verwendeten Kavalleriekorps (Cavalry Corps), ehe er zwischen dem 1. Dezember 1916 und dem 8. Februar 1918 Kommandeur (Commanding Officer) der ebenfalls in Frankreich eingesetzten 75. Infanteriebrigade.
Am 31. Oktober 1918 kehrte Baird nach Britisch-Indien zurück und war dort bis zum 7. Mai 1919 Generalstabsoffizier 1 (G 1) der 4. indischen Infanteriedivision sowie danach vom 8. Mai 1919 bis zum 15. September 1919 diensthabender Brigadegeneral im Generalstab der Streitkräfte in Belutschistan. Nach seiner Beförderung zum Oberstleutnant am 12. Mai 1920 war er zunächst Kommandeur des 28th Punjab Regiment und erhielt dort bereits am 14. Juni 1920 seine Beförderung zum Oberst, woraufhin er zwischen dem 1. November 1920 und dem 20. November 1923 Kommandeur der Streitkräfte des Distrikts Zhob in Belutschistan war. Anschließend fand er vom 21. November 1923 bis zum 24. August 1924 Verwendung als Oberst im Stab des Heereshauptquartiers in Indien sowie zwischen dem 27. August 1924 und dem 13. Juni 1928 als Kommandant der Stabsoffiziersschule in Belgaum.
Nach seiner Beförderung zum Generalmajor am 5. Juni 1928 wurde Baird zwischen dem 14. Juni 1928 und dem 8. Mai 1929 mit halbem Sold (Half-pay) zur besonderen Verwendung freigestellt. Danach fungierte er vom 8. Juli 1929 bis zum 24. Dezember 1930 als stellvertretender Assistierender Generalquartiermeister des Nordkommandos der Streitkräfte in Indien sowie zwischen dem 25. Dezember 1930 und 1932 als Kommandeur der Streitkräfte des Distrikts Kohat, ehe er von 1932 bis zum 22. Dezember 1934 Kommandeur der Streitkräfte im Distrikt Deacon. Er befand sich vom 23. Dezember 1934 bis zum 31. Januar 1936 erneut mit halbem Sold zur besonderen Verwendung und wurde in dieser Zeit am 1. Januar 1935 zum Knight Commander des Order of the Bath (KCB) geschlagen, so dass er fortan den Namenszusatz „Sir“ führte. Zugleich erfolge am 30. November 1935 seine Beförderung zum Generalleutnant und vom 8. November 1935 bis zum 1. September 1948 seine Ernennung zum Oberst des 4. Bataillons des 5th Mahratta Light Infantry.
Am 1. April 1936 wurde Generalleutnant Baird Oberkommandierender (General Officer Commanding in Chief) des Ostkommandos der Streitkräfte in Indien und bekleidete diese Verwendung bis zum 1. April 1940. Er wurde in dieser Zeit am 15. Mai 1937 zum General befördert und fungierte zugleich zwischen dem 1. April 1938 und dem 1. April 1940 als Generaladjutant (Aide-de-camp General) von König Georg VI. Baird, der auch Companion des CMG, Companion des CSI sowie Companion des DSO, schied am 1. April 1940 nach 43 Dienstjahren aus dem aktiven Militärdienst aus. Er war vom 15. November 1940 bis zum 1. Januar 1948 aber noch Oberst des South Lancashire Regiment (The Prince of Wales’s Volunteers).